# Osmia punica
Osmia punica är en biart som beskrevs av Pérez 1896. Osmia punica ingår i släktet murarbin, och familjen buksamlarbin.

## Underarter
Arten delas in i följande underarter:
- O. p. irherma
- O. p. punica